# Vairocana (dhyani-Boeddha)
Vairocana is een van de Vijf dhyani-Boeddha's. Hij stelt hierin het midden en de ruimte voor. Vairocana is de boeddha van het verleden, dus de voorganger van Sakyamuni Boeddha, de boeddha van het heden. Vairocana kan gezien worden als dharmakaya Boeddha. Dharma kaya betekent de Boeddha, als het lichaam (kāya) en essentie van de Boedhistische leer (dharma). Vairocana betekent "hij die is als de zon" of de "uitstralende". Zijn handen zijn bijen gevlochten tot het wiel van onderwijzen (dharmacakra). Deze boeddha wordt voor het eerst in het geschrift Brahmajala Soetra genoemd.
Vairocana mag men niet verwarren met Virocana, die in hoofdstuk acht van Chandogya Upanishad als de koning van de Asuras wordt voorgesteld.
In Lushan staat het grootste boeddhabeeld, Grote Boeddha van Lushan, van de wereld. Dit beeld is van Vairocana.